# Walt Hansgen
Walt Hansgen (n. 28 octobrie 1919 - d. 7 aprilie 1966) a fost un pilot de curse auto american care a evoluat în Campionatul Mondial de Formula 1 în 1961 și 1964.